# Woodstock (фестивал)
Фестивал музике и уметности у Вудстоку (енгл. Woodstock Music & Art Fair) је био рок фестивал који је одржан на фарми Макса Јаzгура у Вајт Лејку код Бетела у држави Њујорк од 15. до 18. августа 1969. Преовлађује мишљење да је Вудсток најпознатији рок фестивал икада одржан. Посетило га је близу пола милиона људи, а сам фестивал је ушао међу 50 момената који су променили рокенрол часописа Ролинг стоун. За многе је он најбољи пример контракултуре 1960-их и хипи-ере. Многи од најпознатијих музичара тог времена наступили су током тог кишног викенда чији су наступи забележени на истоименом филму из 1970. у режији Мајкла Водлија. Песма Џони Мичел "Woodstock", којом је овековечен овај догађај, постала је касније велики хит групе Крозби, Стилс, Неш и Јанг.

## Почетак
Вудсток је настао трудом Мајкл Ланга, Џона Робертса, Џоела Розенмана и Артија Корнфелда. Инвеститори су били Робертс и Розенман, који су у новинама Њујорк тајмс и Вол Стрит џорнал дали оглас под којим би уложили безграничну суму новца у неки пројекат. Ланг и Корнфелд су приметили оглас и четворо људи се састало.
Организован под називом „Вудсток авантуре“, као инвестиција ризичног профита, постаје бесплатна атракција која привлачи више стотина хиљада људи више него на шта су организатори били спремни. Око 186.000 карата бива продато док организатори очекују око 200.000 хиљада посетилаца. Карте су коштале 18 долара (око 75 данашњих долара урачунато са садашњом инфалцијом), а 24 долара на дан фестивала за сва три дана. 
„Вудсток авантуре“ нуде Ворнер брадерсу права за снимање филма о Вудстоку за 100.000 долара, Корнфелд каже „Или ће филм бити продат у милион примерака, а ако избију нереди, биће најбољи документарац икада снимљен“.
Фестивал је текао током војних проблема Америке са Вијетнамом и ситуацијом око расизма. Тако фестивал рађа нову мини-нацију која се бори за своја права. Умови бивају „отворени“, прекомерно се користи дрога и „љубав“ се „бесплатно“ дели. Фестивал са собом носи две трагичне последице, једну узроковану предозирањем хероином, другу када трактор случајно прелази преко вреће за спавање. Две бебе су рођене током фестивала. 

## Позадина

### Избор места
У почетку је фестивал требало да се одржи у Мидлтауну, Оринџ Каунти, Њујорк, издато за 10.000 долара током пролећа 1969. Градски челници су били уверени да неће бити више од 50.000 посетилаца, а становници Мидлтавна су се одмах противили догађају. Петнаестог јула фестивалу забрањују ово место како нису задовољени услови покретних тоалета. 
Сазнавши за забрану, Елиот Тибер нуди организаторима свој посед у Бетелу. Иако је Тибер имао дозволу града, испоставило се да је посед исувише мали са својих 61.000 m². Преко њега „Вудсток авантуре“ бивају повезане са фармером Максом Јазгуром под договором за 50 долара по 5.000 гостију. Двадесетог јула се састају где уговарају издају поседа од 600 acres (240 ha)за 75.000 долара и додатних 25.000 долара за становнике у близини. Вести око овог састанка су процуреле током самог договора јер су радници ресторана где је исти био одржан обавестили радио-станице. Организатори поново уверавају Бетела да се очекује око 50.000 званица. 

### Тон
Мајстор звука је био искусни Бил Хенли, добитник награде Парнели за своје иновације. Озвучење за очекиваних 200.000 људи је имало задатак да се избори са пола милиона званица. Подршка од завидних 2.000 ампера напајања даје овом концепту тона етикету Вудсток опрема као узор даљњим фестивалима. 

## Извођачи

### Петак, 15. август
Први дан званично почиње 15. августа у 17:07 са наступом Ричија Хејвенса и осталим кантри музичарима. 
- Ричи Хејвенс
- Свами Сенчидананда, који је отворио фестивал
- Свитвотер
- Инкредибл стринг бенд
- Берт Самер
- Тим Хардин
- Рави Шанкар
- Мелани
- Арло Гатри
- Џоан Баез

### Субота, 16. август
Фестивал се отвара у 12:15. Наступи психоделичних рок извођача.
- Квил
- Киф Хартли бенд
- Кантри Џо Макдоналд
- Џон Себастијан
- Сантана
- Кенд Хит
- Маунтин
- Џенис Џоплин
- Грејтфул дед
- Криденс клирвотер ривајвал
- Слај енд фамили Стоун
- Ху
- Џеферсон ерплејн

### Недеља, 17. август до понедељка, 18. августа
Џо Кокер тог дана отвара Вудсток у 14 часова, прати га Грис бенд
- Џо Кокер
- Кантри Џо енд Фиш
- Тен јирс афтер
- Бенд
- Блад, свет енд тирс
- Џони Винтер
- Крозби, Стилс, Неш енд Јанг
- Пол Батерфилд блуз бенд
- Ша-на-на
- Џими Хендрикс

## Филм
Документарни филм Вудсток из 1970. режирао је Мајкл Водли. Монтажери су били Мартин Скорсезе и Телма Скунмејкер. Компанија Ворнер брадерс уложила је у снимање филма 100.000 долара, а Вадли је ангажовао стотињак њујоршких филмских радника. Међутим, због недостатка новца с њима склапа уговор по принципу „дупло или ништа“ где зарада чланова екипе зависи од успеха филма. 
Филм је добио Оскара у категорији документарног филма.

## Вудсток данас
На месту одржавања фестивала подигнута је биста. Поља и бине су задржале свој рурални облик. Јазгурова фарма је и даље популарна туристичка дестинација. 
Група Крозби, Стилс, Неш енд Јанг одржала је 13. августа 2006. меморијални концерт пред 16.000 гледалаца обележивши тако тридесетседмогодишњицу Вудстока.
Августа 2007. тадашњи власници фарме Рој Хауард и Џерил Ејбрамсон дају фарму површине 103 acres (42 ha)на продају по цени од осам милиона долара. 
Музеј у шуми код Бетела отвара се 2008. године. 
Четрдесетогодишњица фестивала обележава се 2009. када ће широм света бити одржано мноштво фестивала, а један од таквих фестивала, „Лето љубави“, одржаће се у Хокхерсту, Кент, Енглеска. 